# Tangerine Dream
Tangerine Dream è un gruppo musicale tedesco fondato nel 1967 da Edgar Froese e considerato tra i principali esponenti del krautrock nonché ispiratore della successiva musica elettronica. Ha una ampia discografia in studio e dal vivo ed è anche noto per la composizione di colonne sonore.

## Storia

### Gli esordi come "Ones" (1965-1967)
Nel 1965 il chitarrista autodidatta Edgar Froese fondò a Berlino ovest gli Ones, una cover band che risentiva dell'influenza del rock psichedelico del periodo e della musica pop inglese e statunitense. Il gruppo era formato da Froese, Mick Auerbach, Charly Prince, Will Stegen e Detlef Stegen. Dopo aver incontrato Salvador Dalí nel 1966, Froese si interessò all'arte contemporanea iniziando un'attività di pittore parallela a quella di musicista e in quegli anni terminò gli studi di scultura e disegno, mentre la formazione degli Ones cambiava i propri membri. Sebbene la musica del gruppo rimanesse fruibile, virò maggiormente verso il rock psichedelico americano in seguito all'arrivo del batterista Lanse Hapshash e del bassista Kurt Herkenberg; a completare la formazione vi erano il cantante Charly Prince e Volker Hombach alle percussioni e al flauto con Froese alla chitarra elettrica. Durante le esibizioni dal vivo il loro stile mutava in quanto basato sull'improvvisazione tipica di gruppi psichedelici quali Blue Cheer e Grateful Dead. La loro prima pubblicazione, il 45 giri Music For Hippies pubblicato nel 1967 e stampato dall'etichetta Star-Club Records (una succursale della Phonogram), includeva i due brani Lady Greengrass e Love Of Mine; la prima presentava le due parole "Tangerine Dream", presenti nel disco Sgt. Pepper's dei Beatles. A partire dal 1967 il gruppo godette di una discreta notorietà che li portò ad esibirsi in club d'avanguardia di città estere quali Amburgo e Parigi, ed entrarono in contatto con Salvador Dalí partecipando ad alcune delle sue feste artistiche tenute a Port Ligat. Per lo stesso artista spagnolo il gruppo prestò l'immagine all'interno di un documentario televisivo francese sul surrealismo.
Tuttavia gli Ones non riuscivano a tenere il passo di altre formazioni tedesche considerate più valide sotto il profilo artistico: ne sono alcuni esempi gli Ambition of Music (futuri Annexus Quam), che realizzavano dal vivo apprezzate improvvisazioni, i Floh de Cologne, vicini ai gusti della controcultura studentesca, gli Irene Schweizer Trio e gli Schoof, che resero noto nei paesi mitteleuropei e in Italia il loro free jazz di matrice tedesca, i primi Limbus, che eseguivano presso i più importanti centri del paese una musica cacofonica di gusto orientale e gli Xhol, autori di una singolare musica "elettrica" ispirata alla musica nera.
Nel frattempo giunsero nei negozi di dischi di Berlino album più sperimentali della musica rock del periodo come quelli dei Mothers of Invention di Frank Zappa, gli United States of America di Joe Byrd, i Soft Machine con Kevin Ayers, e i Byrds con Fifth Dimension; per la prima volta i musicisti rock tedeschi si accorsero che la musica elettronica colta, in quegli anni suonata nella città di Colonia da compositori quali Karlheinz Stockhausen, ispirava le formazioni di fama internazionale del periodo. Ciò che però mancava ai musicisti tedeschi erano studi di registrazione che possedessero strumentazione adeguata.
In seguito alla crescente popolarità di quei gruppi, Froese decise di seguire la strada da loro indicata sciogliendo gli Ones per dare vita nel 1967 ad una nuova formazione, i Tangerine Dream.

### Formazione ed esordio dei Tangerine Dream (1968-1970)
La prima formazione del gruppo fu nei primi anni mutevole e, fra il 1968 e il 1969, almeno sette membri vennero sostituiti e sebbene qualcuno abbia paragonato la loro musica a quella degli inglesi Hapshash & The Coloured Coat, essa venne considerata "acerba". Fra le prime esperienze del gruppo vi è un concerto di musica rock improvvisata della durata di sei ore tenuto allo Zodiak Club di Berlino e nel quale fra i musicisti presenti, oltre a Froese, vi erano l'inglese Malcom Hines, l'olandese Philip van de Gros e lo svedese Sven Ake Johannson; dopo un breve periodo Froese sciolse il gruppo e lo rifondò con nuovi membri per partecipare all’Essen Festival del 1968 (le 5 giornate internazionali della canzone). Qui vennero notati durante l'esibizione dal produttore Hans Ulrich Weigel, uno dei proprietari delle etichette Hansa Records e Basf, che propose un contratto al gruppo. All'epoca Weigel lavorava con gli Amon Düül mentre la Metronome Musik GmbH pubblicava il loro album Collapsing Singvogel, al quale il produttore stava partecipando in fase di registrazione; tuttavia la stessa Metronome programmava la costituzione di un'etichetta parallela per raggruppare i nuovi artisti della scena rock sperimentale tedesca al fine di differenziare le produzioni; poco dopo anche la Basf avrebbe fatto lo stesso e sarebbero emerse due nuove case discografiche collegate tra di esse, la OHR per le produzioni di musica rock contaminata dall'elettronica, e la PILZ per il folk sperimentale ed il rock di protesta. Weigel presentò inoltre il critico e giornalista musicale Rolf-Ulrich Kaiser (l'inventore del termine musica cosmica) a Froese, al quale suggerì di rintracciare i membri della vecchia formazione; alcuni di questi vennero ripresi per formare un nuovo assetto del gruppo che durò fino al 1969. Sempre il giornalista in seguito invitò Froese a trovare nuovi componenti suggerendogli di fondare un trio di sperimentatori mentre Weigel si poneva l'obbiettivo di lanciare il gruppo; Froese infine spedì alla Ohr Records un nastro contenente due demo (registrate con il fondatore dei Kluster, Conrad Schnitzler e il flautista Steve Joliffe) e, successivamente, firmò un contratto con l'etichetta. Mentre il produttore finanziava il tecnico del suono Klaus Freudigmann dello studio Mixed Media, problemi economici impedivano alla formazione di possedere un sintetizzatore.
Iniziarono a registrare l'album d'esordio, Electronic Meditation, le cui sessioni iniziarono a novembre 1969 con una formazione che includeva oltre a Froese anche l'esordiente Klaus Schulze (batteria), più l'ingegnere edile ed artista ventinovenne Conrad Schnitzler (chitarra elettrica e violoncello). Sebbene non sapesse propriamente suonare nessuno strumento, fu quest'ultimo il musicista che influì sulle scelte stilistiche della formazione, adesso divenuta autrice di un rock improvvisato che risentiva dell'influenza di gruppi musicali quali Pink Floyd, Quicksilver Messenger Service . La musica risultante veniva quindi registrata in nastri magnetici successivamente manipolati, mentre i suoni venivano fatti passare attraverso modulatori di frequenza e ad anello. Un altro strumento elettronico adoperato nell'album include un sintetizzatore costruito da Schnitzler stesso che soleva chiamare "sommatore di frequenze". L'album fu la quinta uscita discografica della OHR Records e venne pubblicato a marzo 1970.
Definito «una sorta di spettacolo alla Jimi Hendrix in versione elettro-lisergico-tronica», l'album inizia con Genesis, un brano astratto per generatori di frequenza, violoncelli e suoni elettro-acustici simili agli esperimenti di Stockhausen, mano a mano che il pezzo prende forma, emerge un ritmo che fa da ponte al secondo brano Journey through a burning Brain, dove i suoni aggressivi delle chitarre di Froese accompagnano un organo elettrico che rievoca le sonorità di A Saucerful of Secrets dei Pink Floyd, mentre i suoni vengono trattati da Schnitzler. Le sonorità anarchiche del brano sono seguite da un organo che rievoca atmosfere rassicuranti, mentre il ritmo sostenuto del brano definisce il suo stile acid rock. L'unica traccia che risente dell'influenza della musica psichedelica e underground inglese (di gruppi quali i Deviants) è Ashes to Ashes, dove suonarono anche il tastierista Jimmy Jackson e il flautista Thomas Keyserling (che però non sono segnalati nei crediti del disco). Cold Smoke è ispirato al "freak rock" di quegli anni. Considerato da alcuni un concept album eccessivamente "inflazionato", Electronic Meditations viene citato fra le pietre miliari del krautrock e rimane generalmente più apprezzato da coloro che seguono il rock psichedelico degli anni sessanta piuttosto che dagli ascoltatori di musica elettronica. Nonostante l'atonalità della musica, Electronic Meditations riscosse abbastanza successo (anche presso un pubblico giovane) da venire ristampato una seconda volta durante l'anno seguente. L'interno della copertina presentava i disegni e le note che vengono in aiuto per la comprensione del materiale inciso nel supporto di vinile.
A partire dalla successiva pubblicazione, la musica della formazione cambierà in modo decisivo, anche per aggiornarsi con i tempi che vedevano ormai la psichedelia come soppiantata da nuovi stili e mode musicali.

### La musica cosmica (1970-1972)
Dopo la pubblicazione del primo album, Klaus Schulze e Conrad Schnitzler abbandonarono la formazione, il primo per fondare gli Ash Ra Tempel con Manuel Göttsching, mentre il secondo proseguì la sua attività con i Kluster per un breve periodo prima di iniziare un'attività da solista; rimasto solo, Froese mise su una nuova formazione richiamando l'ex membro e tastierista Steve Schroyder e il batterista Christopher Franke, ex membro degli Agitation Free che entrò nel gruppo perché interessato alle sue sonorità sperimentali e reputato da Froese un batterista tecnicamente molto valido, il quale aveva già suonato dal vivo in televisione e aveva già registrato del free jazz, che però non era mai stato accettato da alcuna casa discografica pur riconoscendone la bravura. Di famiglia benestante, egli aveva la possibilità, sebbene continuasse a studiare musica classica, di crearsi uno studio privato casalingo per sperimentare con l'elettronica; era soprattutto incentrato ad adoperare i sintetizzatori e i sequencer per la creazione di linee portanti di percussioni e bassi sintetico-elettronici; possedeva inoltre un sintetizzatore personale, un EMS VCS3 di fabbricazione inglese, e si stava lentamente distaccando dal jazz nonché dal suo strumento, la batteria acustica, che studiava ormai da anni. Rolf-Ulrich Kaiser si stava intanto rendendo conto che, a differenza dell'Europa, negli Stati Uniti il rock progressivo non godeva lo stesso successo di critica e pubblico e inoltre stavano emergendo nuove formazioni prettamente strumentali ispirate alla musica elettronica popolare americana, quali i Beaver & Krause, Lothar and the Hand People, Fifty Foot Hose e i Silver Apples. Fra queste formazioni vi era la band di New York TONTO's Expanding Head Band, che firmò un contratto con la Atlantic Records e autori di una musica cosmica che definivano "musica per meditazione"; vi erano anche i Mother Mallard's, un trio di improvvisatori che adoperavano solamente sequencer e sintetizzatori esibendosi nei teatri di New York e in molte università degli Stati Uniti; sebbene si possa definire "spaziale", il gruppo si definiva "seguace" di musicisti sperimentali quali John Cage e Terry Riley. Contemporaneamente all'uscita di Electronic Meditation emergevano anche i Limbus 3, che pubblicarono New Atlantis - Cosmic Music Experience, un disco ispirato al jazz di Sun Ra; fu grazie al titolo di questo album che Kaiser si ispirò per coniare il termine "musica cosmica".
Rolf-Ulrich Kaiser propose al trio di realizzare un concept album ispirato allo spazio e questo portò alla realizzazione di Alpha Centauri, il quale segnò una completa ridefinizione del loro stile che, a causa della presenza di Franke, si venne a basare quasi completamente sulle sonorità dell'elettronica. Sostenendo che per la realizzazione del nuovo album il gruppo avrebbe dovuto improvvisare parecchio avendo pochissimo materiale già pronto, Froese chiese il sostegno ad altri musicisti per rendere più facile e veloce la registrazione; come conseguenza di ciò si decise di aggiungere fra i partecipanti il flautista Udo Dennebourg e il tastierista Roland Paulick, un amico personale di Froese. Registrato a Colonia a gennaio 1971 nello studio di Dieter Derks - uno dei più forniti di tutta la Germania per le registrazioni di musica rock - e pubblicato a marzo dello stesso anno, il nuovo album presentava, a differenza del precedente, pochissimi interventi acustici e vede predominare i suoni dell'organo trattato elettronicamente da Froese e Schroder più quelli dei due sintetizzatori VCS3, entrambi manipolati da Paulick e Franke. La copertina è un dipinto espressionista realizzato dallo stesso Froese mentre la grafica dell'interno è curata da sua moglie Monique, divenuta a partire da questo album curatrice grafica e fotografa ufficiale del gruppo. Sebbene abbia venduto meno copie rispetto ad Electronic Meditation, Alpha Centauri venne apprezzato dal pubblico mentre la Ohr spinse affinché il gruppo seguisse la stessa direzione sperimentale degli esordi.
In seguito ad alcune incomprensioni interne, Schroeder abbandonò la formazione verso la fine del 1971 e venne sostituito dal pianista di formazione classica Peter Baumann, un amico di Franke che in quegli anni era attivo nella sconosciuta formazione berlinese degli Ants. Il collettivo composto da Froese, Franke e Baumann, divenne quello che li portò a ottenere successo internazionale.
La registrazione del doppio LP Zeit, avvenuta nuovamente nello studio di Derks, iniziò nel maggio 1972 e, grazie agli incassi ottenuti dai primi due album, la formazione ebbe modo di chiedere l'intervento di un quartetto di violoncelli. Fra gli altri partecipanti alle sessioni dell'album vi furono Florian Fricke, il leader dei Popol Vuh che qui usò un sintetizzatore Moog acquistato da poco per la realizzazione di Affenstunde (1970). Per la realizzazione del disco, Franke abbandonò definitivamente le percussioni per concentrarsi sull'organo e il sintetizzatore VCS3, mentre Froese adoperò un noise generator e suonò la chitarra elettrica manipolandone i suoni per creare nuove sonorità e Baumann, anch'egli al VCS3 e all'organo elettrico, interveniva occasionalmente suonando un vibrafono. L'album presenta quattro lunghissimi brani - uno per facciata dei due dischi - che ricordano i "continuum" di György Ligeti ed il minimalismo di La Monte Young, sebbene tutta la musica di Zeit sembri rievocare una «galassia mistica, tenebrosa, intima, melliflua, e gassosa, dove tutto si muove molto lentamente». Sebbene giudicato dal pubblico di difficile fruizione, l'album ebbe ottimi riscontri di vendita e ricevette il plauso dei critici che lo considerarono il primo capolavoro del gruppo; fra essi Hervé Picard ne parlò favorevolmente in alcune riviste parigine e dichiarò riferendosi alla musica:
Grazie ai giudizi di Picard, i Tangerine Dream vennero invitati a partecipare al festival francese nell'edizione 1973 al Teatro dell'Ouest di Parigi assieme ad altri gruppi tedeschi come i Kraftwerk e gli Ash Ra Tempel. Le riviste musicali tedesche dedicarono in seguito all'album molte pagine ed interviste, mentre numerosi altri musicisti si ispirarono alla musica d'atmosfera dell'album (come lo stesso Klaus Schulze che, ispirandosi a Zeit, realizzò il suo esordio Irrlicht. Il 45 giri Ultima Thule Teil 1/2, pubblicato dalla OHR, include due brevi brani inediti realizzati durante le sessioni di Zeit che riprendono, seppur in minima parte, il rock sperimentale di Electronic Meditation.
Divenuti nuovamente un trio durante l'estate del 1972, Froese, Franke e Baumann ritornarono nello studio di Colonia per registrare il quarto album Atem, il risultato di un missaggio del materiale inedito registrato su nastro magnetico fra il mese di dicembre 1972 e gennaio 1973. Spesso considerato di qualità inferiore rispetto al precedente Zeit, Atem fu il primo album della formazione a essere venduto anche in Gran Bretagna anche grazie al contributo del disc jockey John Peel, che ne trasmise alcuni spezzoni durante i suoi programmi radiofonici. Come i precedenti, anche questo presenta delle novità come l'improvvisazione vocale di Wahn, che omaggia John Cage, e l'insolitamente melodica Fauni Gena.
Il sodalizio con la Ohr si concluse con la produzione di Atem nel 1973, considerato da molti il lavoro migliore, poiché - benché ancora caratterizzato da un sound estremamente "cosmico" - comincia a incorporare gli elementi che caratterizzeranno il sound della band negli anni a venire. Sempre in Atem il gruppo utilizzò per la prima volta il Mellotron, strumento che diverrà tra i più utilizzati negli album successivi.

### Contratto con la Virgin (1972-1985)
Atem fu nominato "album dell'anno" nel 1973 dal dj radiofonico John Peel, e questo aiutò il gruppo a firmare con la Virgin Records nello stesso anno. Il primo album con la nuova etichetta, Phaedra (1974), riscosse un inaspettato successo raggiungendo la 15ª posizione nella classifica britannica. Il sound, rispetto ai precedenti lavori, era di stampo del tutto elettronico, ma meno sperimentale benché in parte ancora legato alla corrente cosmica. Phaedra fu uno dei primi album in cui venne usato il sequencer ed una delle prime composizioni non sperimentali eseguite quasi interamente con sintetizzatori moog modular. La title track divenne famosa in quanto aveva la particolarità di essere quasi interamente improvvisata: si trattava, infatti, di un brano registrato mentre la band stava provando in studio un sintetizzatore appena acquistato. Phaedra fu seguito da Rubycon (1975), un lavoro composto con uno stile simile, ma dal carattere meno commerciale. L'album, diviso in due lunghe sezioni, non ripeté lo stesso successo del predecessore ma fece segnare la miglior posizione in classifica per il gruppo, con il 12º posto. Nello stesso anno uscì Ricochet, disco live composto da un mix di varie performance eseguite durante il tour di promozione di Rubycon. Nel 1976 vide la luce Stratosfear, lavoro che dirottò le sonorità della band verso uno stile più accessibile. Nello stesso anno il gruppo compose la colonna sonora per il film Il salario della paura e registrò il secondo album dal vivo, Encore. Questo fu l'ultimo lavoro con contributo di Peter Baumann, che lasciò il gruppo nel 1978.

#### Phaedra, Rubycon e Ricochet (1972-1975)
A causa delle irruzioni di Rolf-Ulrich Kaiser che avvenivano durante la fase di missaggio dell'album, e della non autorizzata cessione dei diritti di stampa dell'album alla Polygram da parte della OHR, cosa che avrebbe arrecato un danno economico agli autori, il trio decise di rompere l'accordo con l'etichetta. Nel frattempo Baumann fece un viaggio in Nepal lasciando soli Froese e Franke che registrarono nello studio Skyline di Berlino il materiale di un nuovo disco, una suite intitolata Green Desert e altri tre brani più brevi ispirati al rock cosmico dei primi Pink Floyd, che rimase inedito fino al 1986.
Alla fine del 1973 Froese si recò in Inghilterra dove entrò in contatto con Richard Branson, fondatore del Manor Studio e della Virgin Records. Essendo stato registrato a Berlino, Branson rifiutò di pubblicare l'album Green Desert, ma accettò l'idea di mettere sotto contratto il trio permettendo loro di rinnovarlo ogni cinque anni; il nuovo produttore richiese inoltre al gruppo di realizzare e pubblicare un nuovo album entro la fine del 1974 e grazie alla sempre più influente etichetta inglese, il gruppo godette da questo momento il periodo di maggiore popolarità e successo. I dischi della formazione, che verranno venduti in gran parte del mondo, li resero oggetto di culto.
Il Manor Studio, un'antica villa patrizia situata a breve distanza da Londra e convertita da Branson in uno studio di registrazione dotato di moderne tecnologie, era fornito di registratori a 4/8/16 piste, mixer a 20 canali, equalizzatori con sistema Dolby noise reduction, un monitor quadrifonico per le realizzazioni in quadrifonia, una sala di controllo dotata di numerosissimi effetti elettronici e una stanza di registrazione per quaranta musicisti; inoltre lo studio rendeva sempre disponibili ingegneri del suono, cantanti e turnisti, una stanza di produzione con roadies oltre a un vasto parco; qui venne realizzato il nuovo album Phaedra.
Registrato a dicembre 1973, per la realizzazione dell'album sono stati adoperati, oltre a strumenti musicali quali chitarra, basso, organo, e flauto, apparecchiature elettroniche quali un Mellotron, un piano elettrico, un sintetizzatore modulare Moog suonati rispettivamente da Froese, Baumann e Franke, nonché i sintetizzatori VCS3, già adoperati nelle opere precedenti. In seguito a un'idea di Franke, il gruppo decise per la prima volta di utilizzare in maniera massiccia i sequencer abbinati ai sintetizzatori per la creazione di linee di basso. Sebbene non sia stata citata nei crediti dell'album, Monique, la moglie di Edgar, era presente durante le sessioni dell'album per le fotografie e, come lei ricordò durante un'intervista a Mark Pendergast nel 1994, «si alternava di continuo al movimento delle levette dei phaser elettronici durante la seconda fase del missaggio di Phaedra.». Oltre a essere considerevolmente più accessibile dei dischi precedenti, il disco presenta sonorità che rievocano il movimento acquatico degli oceani, ma rimane ancorato, secondo il parere di molti, alla musica space rock.
Venne pubblicato il 20 febbraio del 1974 e la Virgin lo rese noto attraverso una vasta campagna pubblicitaria. L'album ricevette ottimi riscontri di vendita e si piazzò al nono posto della classifica dei venti album più venduti in Inghilterra rimanendovi per quindici settimane. In seguito a questo successo, la Virgin decise di vendere e promuovere il disco in tutte le nazioni che presentavano un mercato discografico ufficiale (Germania Ovest, Italia, Francia, Stati Uniti, Giappone e molte altre). Così come avvenne in Inghilterra, godette un grande successo internazionale anche nelle altre nazioni, dove ricevette l'attenzione da parte dei giovani più quella di un pubblico non abituato ad ascoltare musica elettronica. La pubblicazione ricevette il plauso da parte del giornalismo musicale, e l'inglese Karl Dallas mandò in onda, durante il mese di aprile dello stesso anno, una sua nota intervista radiofonica alla band. Gli appassionati del disco includono, fra gli altri, l'attore Keith Mitchell, che decise di scritturarli per farli suonare dal vivo la colonna sonora del suo spettacolo Oedipus Tyrannus, che stava realizzando in quel periodo nel teatro londinese di Chichester. La formazione accettò l'ingaggio e ripropose nuovamente una musica improvvisata dalle sonorità cosmiche. Durante il mese di giugno e presso la televisione BBC tennero un concerto, registrato in diretta, riproponendo quanto già suonato per Keith Michell in Oedipus Tyrannus.
In seguito all'uscita del disco tennero altri concerti che fecero solitamente il tutto esaurito. Le tappe includevano il Victoria Palace Theatre di Londra, l'Auditorium cittadino di Sheffield, e altre venti date. Un altro concerto, tenuto nella cattedrale di Reims, in Francia, durante il 13 dicembre del 1974, vide una collaborazione fra il trio e Nico, l'ex cantante e fotomodella dei Velvet Underground. L'evento vide la partecipazione di 6000 persone che, durante l'esibizione, tennero un comportamento poco consono al luogo in cui si stava eseguendo la musica; ciò portò il Papa Paolo VI a vietare d'ora in avanti qualunque esibizione di musica popolare in tutte le chiese cristiane. La musica tratta dall'evento venne ripresa da un tecnico del suono locale e pubblicata in formato compact disc non ufficiale nel 1992.
Per sfruttare il successo iniziato con Phaedra, la formazione mantenne lo stesso stile di musica elettronica d'avanguardia e investì denaro in nuove apparecchiature quali sequencer e sintetizzatori ARP 2600. A gennaio 1975 la formazione iniziò le sessioni del nuovo album, Rubycon che fu caratterizzato dalla presenza di melodie astratte e sonorità drammatiche, e richiese, per la sua realizzazione, dodici ore di registrazione per un risultato finale di 35 minuti di musica; le due suite che compongono l'album (una per facciata) sono intitolate semplicemente Part One e Part Two; la prima venne arrangiata con un sequencer, che rende ritmica e frenetica la musica, la seconda inizia invece con un omaggio a Ligeti (il brano ricorda la sua composizione più nota: Lux Æterna) e prosegue con un riferimento di Baumann a John Cage per pianoforte preparato. A differenza di quella di Zeit, la musica di Rubycon appare meno omogenea, ma mantiene una certa serietà e drammaticità. Pubblicato a marzo 1975, il disco rimase nelle classifiche inglesi per quattordici settimane e raggiunse dopo poco tempo il dodicesimo posto. Questo successo confermò l'opinione del pubblico che il gruppo fosse migliorato. In seguito alla sua pubblicazione apparve, per la prima volta in Italia, un estratto dell'album nella classifica radiofonica delle nuove uscite discografiche della primavera 1975.
Grazie al successo dei due ultimi album, il gruppo decise di espandere ulteriormente la strumentazione elettronica in vista di un nuovo tour promozionale mondiale dell'ultimo album; fra le apparecchiature acquistate vi erano sintetizzatori della Electronic Music Studios (EMS) di Peter Zinovieff come il Portabella EMS Synthi-A, versione portatile a valigetta del VCS3, dei nuovi organi elettrici di fabbricazione italiana (Farfisa), delle tastiere elettroniche sempre di fabbricazione italiana (Elka), Minimoog, altre apparecchiature modulari sempre di costruzione Moog e molte altre. Durante le tappe australiane del tour, che vide per tutta la sua durata i membri del gruppo completamente circondati da sequencer, batterie elettroniche ed enormi sintetizzatori, Peter Baumann venne momentaneamente sostituito dal musicista elettronico Michael Hoenig, già tastierista degli Agitation Free ed ex collega di Chris Franke. Ricomposta la formazione, la serie di concerti continuò in Europa dove suonarono alla Royal Albert Hall di Londra il 2 aprile come esordio del tour inglese; in agosto furono in Francia dove suonarono in aree storiche quali anfiteatri romani ed edifici gotici, a settembre fecero un'apparizione speciale alla festa di piazza Fete de l'Humanité a Parigi sponsorizzata dal partito comunista francese e altre; verso la fine dell'anno suonarono ancora a Liverpool e di seguito a New York dove il regista Tony Palmer filmò un concerto. Durante le date del tour, Branson mise a disposizione del gruppo il tecnico del suono Chris Blake che ne registrò la musica con l'intento di ottenere un nuovo album che prese il nome di Ricochet, pubblicato alla fine del 1975 e risultato di un procedimento di tecniche di ingegneria del suono operate da Mick Glossop; questo primo album dal vivo viene considerato fra i più memorabili della formazione; composto da due lunghe suite, Ricochet è caratterizzato dagli arpeggi di un sintetizzatore che creano "rimbalzi sussultori", mentre la musica è più veloce e dinamica rispetto a quella del passato; la seconda parte alterna un iniziale passaggio per pianoforte ad un altro centrale più meditativo che presenta due "blocchi" di ritmi sintetici. Sebbene privo di ritmi, l'album anticipa le sonorità della musica techno. Sebbene alcuni critici lo hanno definito una brutta imitazione di A Rainbow in Curved Air di Terry Riley, Ricochet ebbe ottimi riscontri di vendita.

#### Sorcerer,Stratosfeare la separazione di Baumann dal gruppo (1975-1985)
Esausti dopo un anno di concerti, il gruppo si ritirò a Berlino per lavorare più tranquillamente al nuovo disco. Il regista William Friedkin li ingaggiò per comporre la colonna sonora del suo nuovo film Il salario della paura che portò alla realizzazione dell'album Sorcerer. Emersero tuttavia alcuni problemi contrattuali fra la Virgin, inglese, e la casa di produzione del film, americana e con rapporti con la MCA Records; la Virgin decise di concedere al gruppo la possibilità di registrare musica per quell'altra casa discografica, in cambio della licenza a utilizzare eventualmente del materiale tratto dalla colonna sonora di Sorcerer in compilation e raccolte varie. La colonna sonora tenne impegnata la formazione nella primavera e nell'estate del 1976 e venne pubblicata nel 1977; l'opera risulta essere un lavoro decisamente più acustico dei precedenti e più lontano dalle sonorità elettroniche dei concerti tenuti poco tempo prima. Quasi contemporaneamente venne pubblicato il nuovo album Stratosfear, nell'ottobre 1976, primo album della formazione a essere completamente registrato per la Virgin a Berlino presso l'Audio Studio di Ottmar Bergler). La scelta di non registrare più musica in Inghilterra derivava dal fatto che il trasporto delle loro attrezzature aveva ormai un costo proibitivo e il set-up elettronico doveva poter essere a disposizione continuamente visto che da quel momento la band sembrava indirizzata a comporre nel vero senso della parola i vari brani. Molto più melodico e schematico, meno basato sull'improvvisazione e meno improntato sull'elettronica rispetto ai precedenti, Stratosfear risulta inoltre un disco di maggiore fruibilità, cosa che deluse le aspettative di alcuni fan. Con il disco vennero pubblicati anche due singoli, includenti una versione con missaggio differente della title track, che entrò nella classifica americana di Billboard e nella Top 40 dei singoli inglesi. Nel mentre uscì anche il film di Friedkin che si rivelò un insuccesso ma nonostante ciò, la sua colonna sonora ebbe abbastanza successo commerciale da entrare nella Top 40 inglese. In seguito all'esigenza di Froese e Franke di sperimentare nuovi stili e maturata in seguito alla pubblicazione di Stratosfer, i rapporti con Peter Baumann si incrinarono al punto che lascerà la formazione dopo una stagione di concerti. Il suo abbandono fu seguito da un album di transizione, Cyclone (1978), dove Froese e Franke chiamarono a collaborare Steve Joliffe, membro del gruppo tedesco Steamhammer. L'influenza di quest'ultimo caratterizzò l'intero lavoro, e portò alla band un'autentica novità: l'utilizzo della voce (che si ripeterà in poche altre occasioni). Nel 1980 Johannes Schmoelling si unì alla band, che tornò ad una formazione-trio dopo l'abbandono di Baumann. Il primo lavoro di Schmoeling con la band fu Tangram (1980), che ricalcava, sia nelle sonorità che nella struttura, i lavori di metà anni settanta. Vi furono poi un'esibizione dal vivo presso il Palazzo della Repubblica di Berlino Est pubblicata nell'album Quichotte 1980 e poi nel 1981 una colonna sonora Thief e l'album Exit, prima vera e propria distacco dalle strutture musicali dei lavori precedenti. White Eagle, uscito nel 1982, fu un ulteriore passo verso il nuovo stile che ha caratterizzò il gruppo dalla seconda metà degli anni ottanta in poi. Dopo il live Logos, dello stesso anno, arrivò il penultimo album composto per la Virgin, intitolato Hyperborea, una sorta di somma degli stili dei lavori precedenti dove la lunga suite finale ricalca i lavori di metà anni settanta, mentre gli altri brani sono caratterizzati da uno stile più simile ai nuovi dischi, con inserti anche di musica etnica.
Del 1984 è l'album colonna sonora per il film Risky Business; due brani risultano degli estratti da Force Majeure, per il resto provengono dalle registrazioni di Thief. L'ultimo album registrato per la Virgin Records fu Heartbreakers, del 1985 e anche questa una colonna sonora i cui diritti discografici vennero ceduti in licenza alla Silva Records per l'edizione in Compact Disc.
Dopo la dipartita di Baumann lo stile del gruppo ha subito una virata sempre più accentuata verso un sound più commerciale; l'arrivo di Johannes Schmoelling ha contribuito ulteriormente a rendere i Tangerine Dream una band new age a tutti gli effetti. Hyperborea resta l'ultimo lavoro con tratti di stile influenzati dalle sperimentazioni cosmiche. Un'ulteriore differenza tra i primi tempi e gli anni ottanta consiste nella tecnologia: a partire da Force Majeure, infatti, il gruppo, come molti altri pionieri della musica elettronica come Jean-Michel Jarre e Vangelis, adottò la tecnologia digitale: in questo modo, il loro sound non fu più innovativo e inedito come in precedenza, ma più comune in quanto eseguito con strumentazioni alla portata di tutti.

### Periodo new age (1985-1995)
I dischi successivi furono composti secondo uno stile interamente new Age. Dopo aver rotto il contratto con la Virgin, il gruppo firmò con la Jive Records, il cui logo blu fece denominare il periodo come "Blue Years". Gli album prodotti furono Le Parc (1985), Underwater Sunlight (1986) e Tyger (1987), oltre ai live Poland (1984) e Live Miles (1988), e a varie colonne sonore. Nel 1985 Johannes Schmoelling lascia la band per essere rimpiazzato da Paul Haslinger. Tre anni più tardi, nel 1988, dopo ben 18 anni di attività, Christopher Franke lascia il gruppo per trasferirsi a Hollywood e dedicarsi alla produzione di colonne sonore.Tyger fu inoltre il secondo album del gruppo a contenere parti cantate.
Nel 1988 il gruppo firmò un contratto con la Private Music, fondata dall'ex membro Peter Baumann: il nome della via dove era situata la sede, Melrose street, diede il nome al periodo "Melrose Years" e ad un album. Gli album prodotti furono tre: Optical Race (1988), primo album del gruppo ad essere composto quasi esclusivamente con software, Lily On the Beach (1989) e, appunto, Melrose (1990), con l'ingresso in formazione alla chitarra di Jerome Froese, figlio di Edgar. Melrose fu anche l'ultimo album con Paul Haslinger, che lasciò la band un anno dopo per dedicarsi a progetti solisti. Oltre a questi tre album, la band compose in questo periodo un gran numero di colonne sonore.
Nel 1991 i Froese firmarono un contratto con la Miramar Records di Seattle, che diede il nome al periodo "Seattle Years". Il primo album uscito fu Rockoon (1992), che segnò l'inizio della nuova struttura del gruppo, con i Froese unici membri fissi e la collaborazione di numerosi musicisti esterni. Un anno più tardi arrivarono Quinoa e il live 220 Volt, poi Turn of the Tides (1994, aperto da una versione della Promenade di Pictures at an Exhibition) e Tyranny of Beauty (1995).

### La label indipendente e il declino (1996-2013)
Nel 1996 i Froese fondarono una casa discografica, la TDI, che diede il nome al periodo "TDI Records". Con questa label continuarono a produrre musica con il nome di Tangerine Dream. Gli album venduti furono Goblins Club (1995), Mars Polaris (1997), The Seven Letters From Tibet (2000) e Jeanne d'Arc (2005). Quest'album vide l'ingresso nel gruppo di un terzo membro, Thorsten Quaeschning, che andò ad unirsi ai due Froese. Furono pubblicate inoltre le serie Dream Mixes (4 album contenenti remix e materiali inediti) e The Dante Trilogy, composta da tre album (Inferno, 2002; Purgatorio, 2005; Paradiso, 2006) ispirate alla Divina Commedia di Dante Alighieri e a varie compilation e pubblicazioni di archivio (contenenti materiali inediti scartati dalle registrazioni di album).
Nel 2006 la casa discografica cambiò nome in "Eastgate Records", e Jerome Froese abbandonò il gruppo. Rimasto in duo con il solo Quaeschning, Edgar Froese cominciò la pubblicazione di vario materiale con forme commerciali diverse, tra cui quella della pubblicazione di "Cupdisc" (supporti più brevi di un album ma più lunghi di un EP) e "mini-cupdisc" (EP in edizione limitata), oltre a due album, Madcap's Flaming Duty (2007, dedicato a Syd Barrett) e Views from a Red Train (2008), una serie di album dal titolo The Five Atomic Seasons (con cinque album prodotti tra 2007 e 2010) e svariati singoli, EP e live. Il loro progetto più recente è una serie dal titolo The Phantom Ferry, il cui primo capitolo è uscito nel 2009 con il titolo di Chandra. Nel 2010 Jerome Froese ritorna a collaborare con il padre nel progetto, con la pubblicazione del quinto capitolo della serie Dream Mixes. Nel 2010, inoltre, esce l'album Under Cover - Chapter I, che contiene 15 cover di vari artisti tra cui Leonard Cohen, Pink Floyd, Kraftwerk o David Bowie.
Il 25 aprile 2013 viene pubblicato il doppio album dal vivo Starmus - Sonic Universe, testimonianza del concerto tenutosi a Tenerife il 24 giugno 2011 nel quale il gruppo è stato accompagnato da Brian May, chitarrista dei Queen, per quattro brani, due dei quali - Supernova (Real Star Sounds) e Sally's Garden - composti per l'occasione, mentre Last Horizon (brano tratto dal primo album solista di May Back to the Light) e la celebre We Will Rock You (uno dei brani più noti del repertorio dei Queen) sono stati riproposti in una versione riarrangiata dai Tangerine Dream.

### Dopo la morte di Edgar Froese
Edgar Froese morì a Vienna il 20 gennaio 2015. Il 6 Aprile 2015, i membri rimasti (Quaeschning, Schnauss e Yamane) insieme alla vedova di Froese, Bianca Acquaye, si impegnarono a continuare a lavorare insieme, nel tentativo di soddisfare la visione che Froese aveva del gruppo. Tuttavia, il figlio Jerome Froese, ex-membro della band, annunciò sulla sua pagina Facebook, che secondo lui i Tangerine Dream non potevano esistere senza suo padre.
I Tangerine Dream si esibirono per la prima volta, dopo la scomparsa di Froese, il 9 giugno 2016 a Stettino in Polonia.
Il 29 settembre 2017, i Tangerine Dream realizzarono il loro nuovo album in studio, intitolato Quantum Gate, che celebrava il 50º anniversario della fondazione della band.

## Colonne sonore
Durante gli anni ottanta i Tangerine Dream composero colonne sonore per più di 20 film. La composizione di colonne sonore fu un interesse di Froese che partì già negli anni sessanta, quando egli compose la colonna sonora per un film polacco sconosciuto, oltre a musiche per film e telefilm minori tedeschi. Molte delle colonne sonore del gruppo furono composte parzialmente da re-interpretazioni di materiale incluso nei loro album o da brani scartati durante le session di registrazione di altri progetti. Tra le più famose colonne sonore composte dal gruppo vi sono quelle per Strade violente, Il salario della paura, La fortezza, Risky Business, Fenomeni paranormali incontrollabili, Near Dark, Legend, la serie TV Street Hawk - Il falco della strada. Alcune tra le loro colonne sonore ebbero successo tanto quanto gli album in studio, e molti fan li scoprirono proprio attraverso queste.

## Stile musicale
Pur cambiando continuamente cifra stilistica per tutta la loro lunga carriera, il gruppo si è focalizzato su una musica che unisce psichedelia e musica cosmica, stile che avrebbero reso popolare con gli album prodotti negli anni settanta venendo considerati fra i massimi esponenti del krautrock nonché ispiratori di tutta la musica elettronica che sarebbe venuta. Loro è anche una copiosa produzione di musica new age, genere a cui sarebbero venuti incontro sul finire degli anni ottanta. AllMusic considera i Tangerine Dream un gruppo neoprogressive, Berlin School e ambient.
I primi album li hanno visti citare l'avanguardia minimalista e, nel caso dell'esordio Electronic Meditation (1970), i Pink Floyd. Dopo Alpha Centauri (1971), citato come il primo album "cosmico" del gruppo, Zeit (1972), primo album interamente elettronico e Atem (1973), che fa convergere l'elettronica del gruppo con l'improvvisazione, avrebbero pubblicato il seminale Phaedra (1974) che inaugura un decisivo cambio di rotta verso sonorità più commerciali con "cascate di suoni da camera echizzati e lustri mulinelli di strumenti ad arco". Seguono il più ritmico e meno melodrammatico Ricochet (1975), il melodico Stratosfear (1976) e il rock progressivo di Force Majeure (1979): tutti album che confermano un percorso space rock più commerciale rispetto alle opere degli esordi. Negli anni ottanta i Tangerine Dream hanno tentato per la prima volta un approccio con la musica per film, con il dance-pop e, verso la fine del decennio, con la new age. Di questa nuova fase si segnalano Hyperborea (1983), dalle tentazioni esotiche e misticheggianti, i "quadretti impressionistici" di Le Parc (1985) e il cantato Tyger (1987). Negli anni novanta si sono poi concessi ad atmosfere di "surrealismo neoclassico" e album eclettici quali Rockoon (1991), 220 Volt (1993) e Turn of the Tides (1994) dalle tentazioni jazz, rock e techno rock.

### Influenze
Lo stile chitarristico di Edgar Froese era influenzato da Jimi Hendrix, mentre Chris Franke contribuì al lato più avanguardistico con elementi ispirati da Karlheinz Stockhausen e Terry Riley. Il suono basato su campionamenti di Johannes Schmoelling prese ispirazione da varie fonti, tra le quali lo stile di Steve Reich; parti di questo stile si possono notare in Logos Live o nel brano Love On A Real Train, dalla colonna sonora di Risky Business.
La musica classica ha sempre influenzato il sound dei Tangerine Dream. Ligeti, Bach, Ravel e Corelli furono chiara fonte di influenza nei loro primi album. Una sensibilità barocca caratterizza a volte nelle sequenze di pattern più coordinate, la cui espressione più diretta è nella parte finale della title track di Force Majeure (1979) dove il gruppo rivisitò il tema della Follia di Arcangelo Corelli. Nei concerti live, alcuni assoli di pianoforte erano presi direttamente dai componimenti romantici classici, come quelli di Beethoven e Mozart in alcune performance tra gli anni 1970 e gli anni 1980. Durante gli anni novanta, molti album contennero composizioni classiche rivisitate: la Promenade di Quadri da un'esposizione in apertura di Turn of the Tides (1994), Ombra mai fu (da Serse) in Tyranny of Beauty (1995), la Sinfonia in La Minore di Bach ed il Concerto in La Maggiore/Adagio di Mozart in Ambient Monkeys. Negli anni novanta, il gruppo ha registrato alcune cover di brani di Jimi Hendrix (Purple Haze apparso in 220 Volt Live) e dei Beatles (Eleanor Rigby, Back in the U.S.S.R. e Tomorrow Never Knows).
In alcuni lavori si possono sentire influenze non prettamente musicali, come quella dell'uso di famosi estratti letterari come titoli o in parte dei testi dei brani. Questo è evidente per esempio nell'album Exit (1981), il cui brano Pilots of the Purple Twilight deve il suo titolo ad una citazione del poema Locksley Hall di Alfred Tennyson. Sei anni più tardi, nell'album Tyger, erano contenuti testi provenienti da poemi di William Blake; inoltre Edgar Froese ha pubblicato una serie ispirata alla Divina Commedia di Dante Alighieri (The Dante Trilogy), con tre album che prendono il titolo dalle tre parti in cui è diviso il poema (Inferno, Purgatorio, Paradiso) pubblicati rispettivamente nel 2004, 2005 e 2006. L'album Madcap's Flaming Duty, pubblicato un anno più tardi, contiene nei testi di alcune canzoni citazioni da varie opere letterarie, alcune dello stesso Blake ed altre di altri autori come Walt Whitman. Lo stesso album deve il suo titolo ad una citazione dell'album di debutto di Syd Barrett, The Madcap Laughs, ed è inoltre dedicato allo stesso Barrett.

## Impatto culturale e influenza
Molti sono gli artisti che sono stati a loro volta influenzati dalla band: da musicisti ambient quali Deepspace, Future Sound of London e Global Communication, a band e artisti pop, rock e dance, quali Radiohead, Porcupine Tree, M83, DJ Shadow, Ulrich Schnauss, Cut Copy e Kasabian. Il gruppo ha inoltre avuto una forte influenza sulla scena trance degli anni novanta e duemila, dove sono utilizzati fondali sonori e sequenze contemplative e ripetute di sintetizzatori, sistema già sperimentato dalla band in album come Rubycon e Ricochet (1975). Parti di composizioni del gruppo sono state inoltre campionate molte volte, da Recoil (nell'album SubHuman) e in molti lavori di Houzan Suzuki.
I primi album della band furono di primaria importanza per lo sviluppo del krautrock. A partire da Phaedra (1974), che resta il loro maggior successo, il gruppo ha voluto sperimentare cifre e stilemi moderni fino a divenire una band di New age, di cui possono essere considerati antesignani. Infatti, con il tempo le sonorità del "primo corso" si sono modificate e l'ultimo album a contenerne fu Hyperborea (1983): dal successivo Le Parc si è avuta una stabile variazione nello stile, al fine di conservare un successo che si mantiene ancora fra estimatori di diversa generazione ed estrazione.

## Discografia

### Album in studio
- 1970 - Electronic Meditation
- 1971 - Alpha Centauri
- 1972 - Zeit
- 1973 - Atem
- 1974 - Phaedra
- 1975 - Rubycon
- 1976 - Ricochet
- 1977 - Stratosphere
- 1978 - Cyclone
- 1979 - Force Majeure
- 1980 - Tangram
- 1981 - Exit
- 1982 - White Eagle
- 1983 - Hyperborea
- 1985 - Le Parc
- 1986 - Green Desert (registrato nel 1973)
- 1986 - Underwater Sunlight
- 1987 - Tyger
- 1988 - Optical Race
- 1989 - Lily on the Beach
- 1990 - Melrose
- 1992 - Rockoon
- 1992 - Quinoa (rivisitato nel 1998))
- 1994 - Turn of the Tides
- 1995 - Tyranny of Beauty
- 1995 - The Dream Mixes
- 1996 - Tangerine Ambience
- 1996 - Goblins' Club
- 1997 - Tangerine Ambience Vol II
- 1997 - TimeSquare – Dream Mixes II
- 1997 - Ambient Monkeys
- 1997 - Der Meteor
- 1998 - The Hollywood Years Vol. 1
- 1998 - The Hollywood Years Vol. 2
- 1999 - Mars Polaris
- 2000 - The Seven Letters from Tibet
- 2001 - The Past Hundred Moons
- 2002 - The Melrose Years  (Riregistrazione di Optical Race, Lily on the Beach e Melrose)
- 2003 - DM 4
- 2004 - Purgatorio
- 2005 - Kyoto
- 2005 - Space Flight Orange  (EP)
- 2005 - Jeanne d'Arc
- 2005 - Phaedra 2005  (Riregistrazione)
- 2005 - Blue Dawn
- 2006 - Paradiso
- 2006 - Springtime In Nagasaki
- 2007 - Madcap's Flaming Duty
- Summer In Nagasaki (2007) (Five Atomic Seasons)
- One Times One (2007)
- Purple Diluvial (2008)
- Views from a Red Train (2008)
- The Anthology Decades (2008)
- Tangram 2008 (2008) (Re-recording)
- Hyperborea 2008 (2008) (Re-recording)
- Fallen Angels (2008) (EP or single?)
- Autumn in Hiroshima (2008) (Five Atomic Seasons)
- Choice (2008) (EP)
- Flame (2009)
- Chandra – The Phantom Ferry Part I (2009)
- A Cage in Search of a Bird (2009) (EP)
- Winter in Hiroshima (2009) (Five Atomic Seasons)
- DM V (2010)
- Zeitgeist (2010) (EP)
- Run to Vegas (2010)
- Under Cover – Chapter One (2010)

The Endless Season (2010) (Five *Atomic Seasons)
- The Island of the Fay (2011) (Eastgate's Sonic Poems Series)
- The Gate of Saturn (2011) (mini-album or EP)
- The Angel of the West Window (2011) (Eastgate's Sonic Poems Series)
- Mona da Vinci (2011) (mini-album or EP)
- Finnegans Wake (2011) (Eastgate's Sonic Poems Series)
- Machu Picchu (2012) (mini-album or EP)
- Cruise to Destiny (2013)
- Franz Kafka — The Castle (2013) (Eastgate's Sonic Poems Series)
- Chandra – The Phantom Ferry Part II (2014)
- Josephine The Mouse Singer (2014) (mini-album)
- Mala Kunia (2014) (mini-album)
- Zero Gravity (2015) (EP with Jean-Michel Jarre)
- Quantum Key (2015) (mini-album)
- Particles (2016) (mini-album or EP)
- Light Flux (2017)
- Quantum Gate (2017)
- Recurring Dreams (2019)
- Probe 6–8 (2021) (EP)
- Raum (2022)

## Formazione
La band ha cambiato svariati componenti negli anni, avendo sempre Froese come perno indiscusso. Il musicista tedesco Klaus Schulze fece parte del gruppo come batterista per un breve periodo successivo alla fondazione (e comprendente la pubblicazione del primo album, Electronic Meditation), ma la formazione più stabile e prolifica fu quella composta da Froese (sintetizzatori e chitarra), Christopher Franke (sintetizzatori, tastiere e occasionalmente batteria) e Peter Baumann (sintetizzatori e organo). Altri membri importanti furono Johannes Schmoelling, che rimpiazzò Peter Baumann nei primi anni ottanta, Paul Haslinger (che sostituì lo stesso Schmoelling dal 1986) e Jerome Froese, figlio di Edgar (chitarra e tastiere), che collaborava in alcuni progetti. La band è poi diventata una sorta di collettivo musicale, in quanto Edgar Froese era rimasto l'unico membro stabile e, in particolare nei concerti, si avvaleva della collaborazione di numerosi musicisti esterni.
- Thorsten Quaeschning - tastiere, flauto, batteria (dal 2005)
- Ulrich Schnauss
- Hoshiko Yamane

### Ex componenti
- Conrad Schnitzler - violoncello, violino, sintetizzatore (1969 - 1971)
- Klaus Schulze - batteria, sintetizzatore (1969 - 1970)
- Steve Schroyder - organo, tastiere (1971)
- Christopher Franke - sintetizzatore, tastiere, batteria, percussioni elettroniche (1971 - 1987)
- Peter Baumann - sintetizzatore, organo (1971 - 1977)
- Steve Jolliffe - flauto, voce, clarinetto, pianoforte, sintetizzatore, corno, lyricon (1978)
- Klaus Krüger - batteria, batteria elettronica (1978 - 1979)
- Johannes Schmoelling - tastiere, sintetizzatore, organo (1980 - 1986)
- Paul Haslinger - tastiere, sintetizzatore (1986 - 1990)

### Musicisti di supporto
- Udo Dennebourg - flauto (studio, 1971)
- Roland Paulyck - sintetizzatori (studio, 1971)
- Florian Fricke - sintetizzatori (studio, 1972)
- Michael Honig - tastiere, sintetizzatori, organo (live, 1975)
- Eduard Meyer - violoncello (studio, 1979)
- Jocelyn Bernadette Smith - voce (studio, 1987)
- Jacquie Virgil - voce (studio, 1987)
- Ralf Wandephul - tastiere (studio, 1988)
- Chi Coltrane - voce (studio, 1991)
- Linda Spa - saxofono, pianoforte (studio e live, collabora dal 1991)
- Zlatko Perica - chitarra (studio e live, collabora dal 1992)
- Jayney Klimek - voce (studio e live, collabora dal 1993)
- Gerald Gradwohl - chitarra (studio e live, 1994 - 2001)
- Mark Hornby - chitarra (studio e live, 1994 - 2002)
- Emil Hachfeld - percussioni elettroniche (live, 1997 - 1999)
- Iris Camaa - voce e percussioni (studio e live, collabora dal 2001)
- Bernhard Beibl - violino (live, collabora dal 2006)

## Filmografia parziale
- Il salario della paura (Sorcerer), regia di William Friedkin (1977)
- Strade violente (Thief), regia di Michael Mann (1981)
- La fortezza (The Keep), regia di Michael Mann (1983)
- Risky Business - Fuori i vecchi... i figli ballano (Risky Business), regia di Paul Brickman (1983)
- Fenomeni paranormali incontrollabili (Firestarter), regia di Mark L. Lester (1984)
- Legend, regia di Ridley Scott (1985)
- I diffidenti (Shy People), regia di Andrej Končalovskij (1987)
- L'ora della rivincita (Three O'Clock High), regia di Phil Joanou (1987)
- Il buio si avvicina (Near Dark), regia di Kathryn Bigelow (1988)